# NGC 256
NGC 256 је расејано звездано јато у сазвежђу Тукан које се налази на NGC листи објеката дубоког неба.
Деклинација објекта је - 73° 30' 25" а ректасцензија 0h 45m 53,3s. Привидна величина (магнитуда) објекта NGC 256 износи 12,7. NGC 256 је још познат и под ознакама ESO 29-SC11.